# 俞月亭
俞月亭（1934年8月—2021年1月18日），浙江嵊州人，中共党员，高级记者，高级编辑，曾任福建电视台台长，任内力主支持经典电视剧《聊斋》的拍摄。毕业于复旦大学新闻系。

## 生平
1934年生于今浙江省绍兴市嵊州市甘霖镇，1956年3月加入中国共产党，1957年毕业于复旦大学新闻系，毕业后至《青海日报》参加工作，1960年起下至一藏民乡村参加劳动一年多。之后调往《福建日报》任编辑、记者，曾任总编室、文教部负责人和文艺副刊《武夷山下》主编。1978年11月参加杭州大学新闻系筹办工作，1986年3月任福建电视台台长，1988年6月评为高级记者（高级编辑），同年被聘为杭州大学新闻系兼职教授。退休后，于福建省广播电视学会、福建省严复研究会、《海峡都市报》任顾问等。2021年1月18日上午于福州逝世，享年87岁。